# Smaltite
La smaltite est une variété de skuttérudite de formule idéale (Co,Fe,Ni)As2.

## Galerie

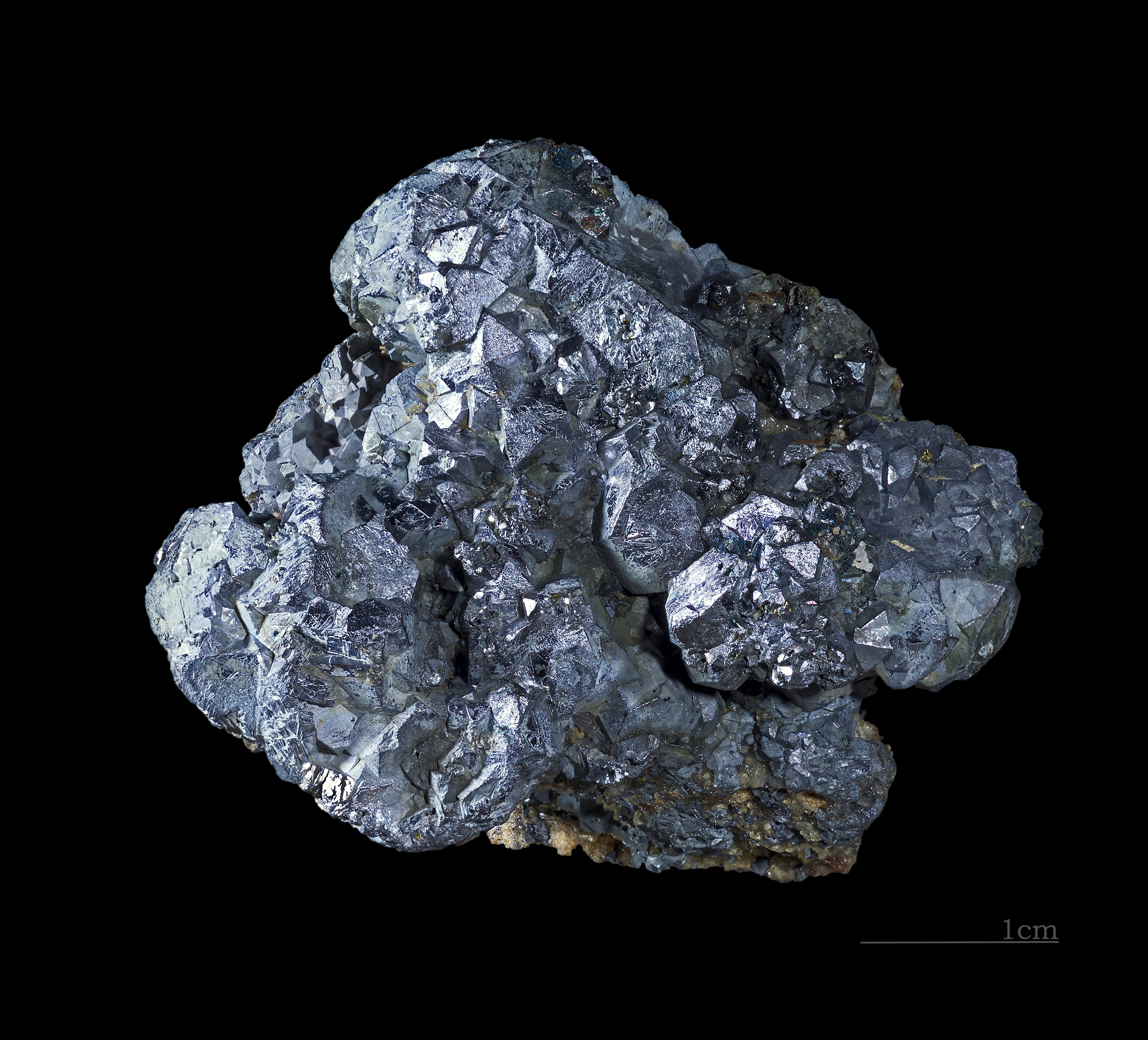
Smaltite Schneeberg Allemagne  (4,3x3,5 cm).
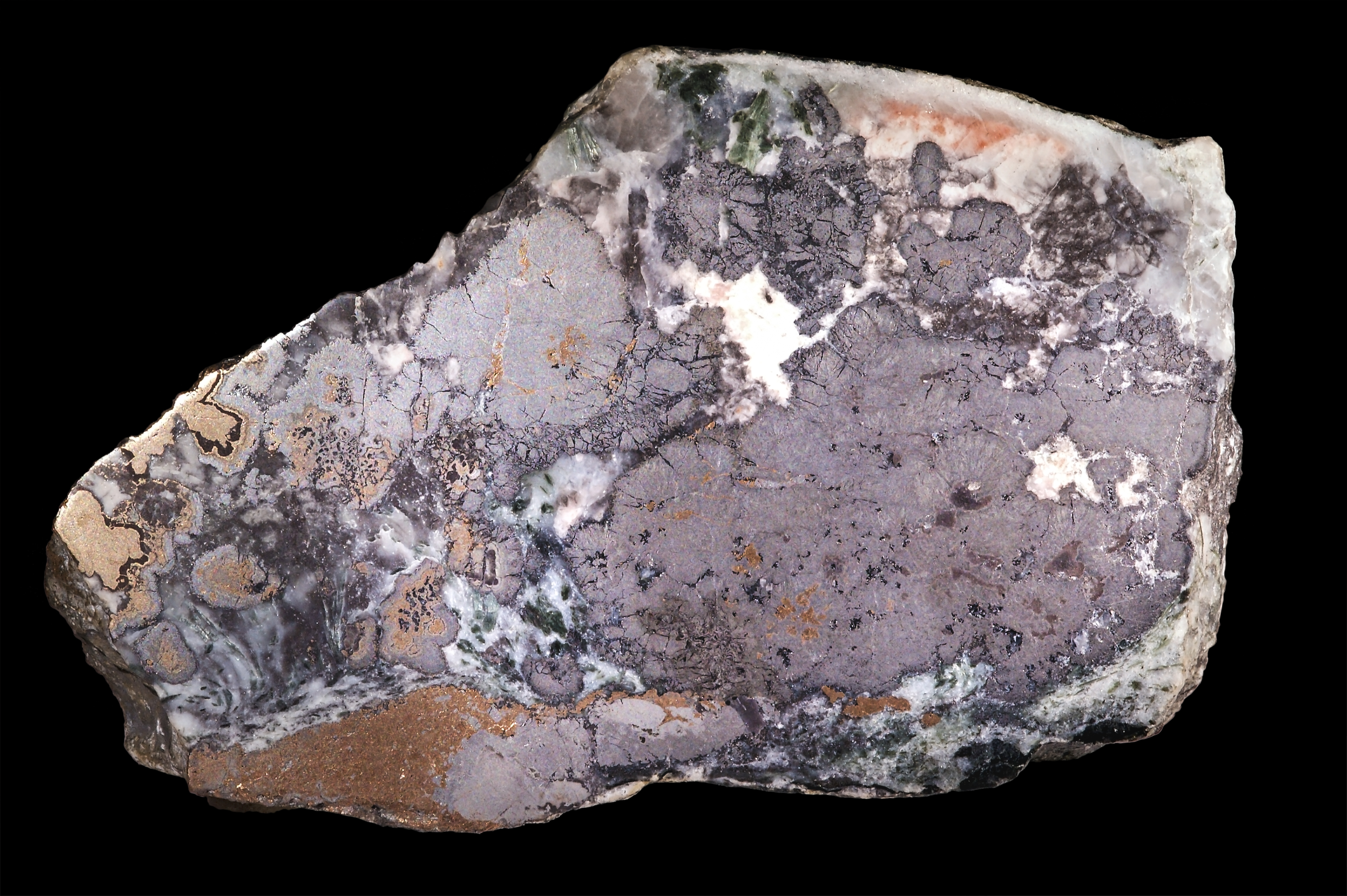
Smaltite[1] -Silver Bar Mine, Cobalt, Ontario, Canada (15x10 cm)
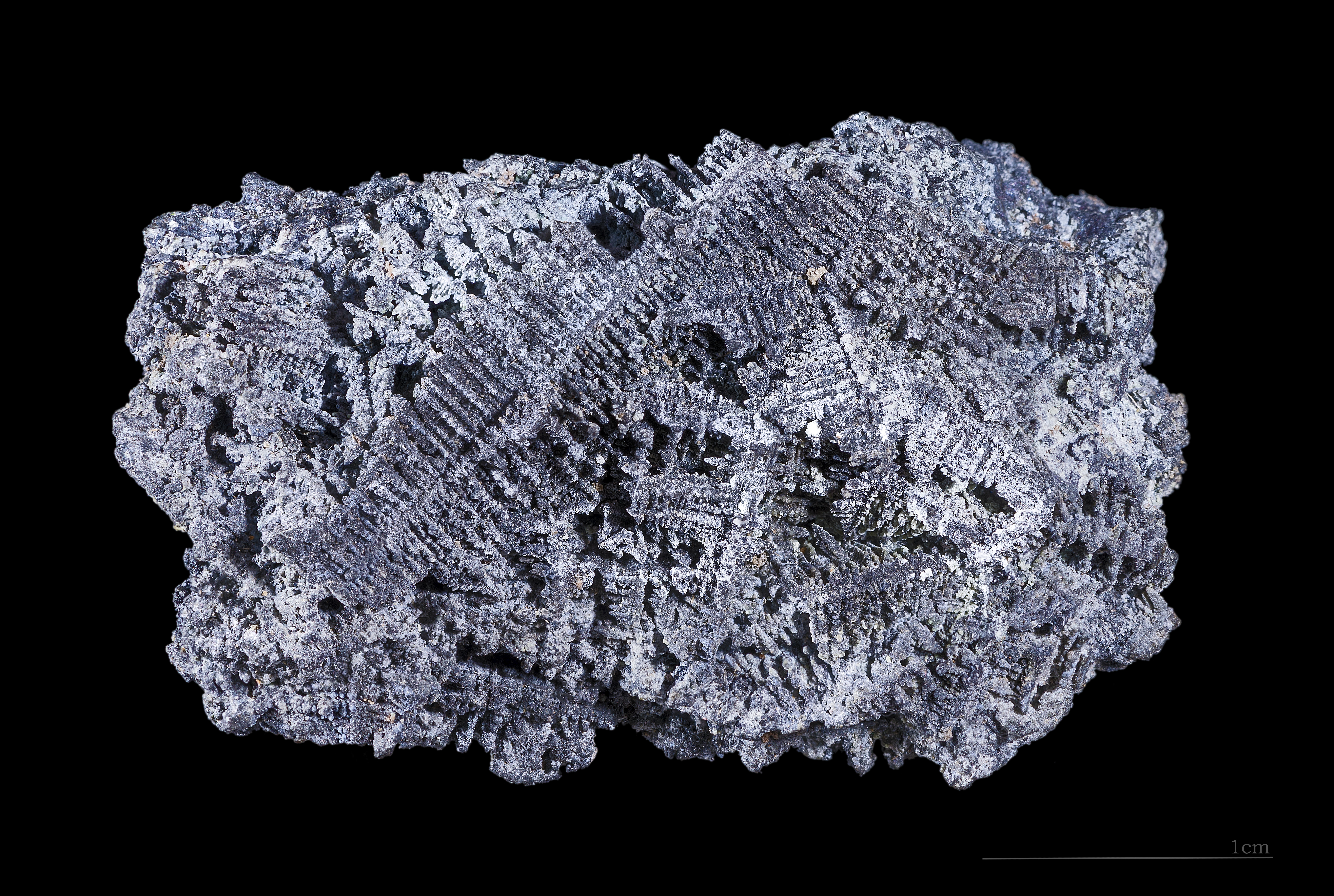
Smaltite/ cobalt trichoté  Vallée de Gistain[2] Aragon (Espagne)(4x2,5 cm).

## Historique de la description et appellations

### Inventeur et étymologie
Décrite par François Sulpice Beudant en 1832. Le nom est inspiré du colorant bleu pour verre et porcelaine : Smalt.

### Synonymie[3]
- arseniacal-cobalt traduction anglo-saxonne de cobalt arsenical d'Ignaz von Born
- cobalt arsénical (Ignaz von Born)[4]
- cobalt trichoté (René Just Haüy 1801)[5]
- cobalt-gris terme commun avec la cobaltite,
- mine de cobalt arsénicale Jean-Baptiste Romé de L'Isle
- smaltine

## Caractéristiques physico-chimiques

### Variétés et mélanges
Il existe une variété : 
- Bismuthosmaltite (Syn.bismuth-cobalt).

un mélange connu : 
- Cheleutite (Syn.Kerstenite (Haidinger)) qui est un mélange de bismuthinite et de Smaltite[6].

## Gîtes et gisements

### Gîtologie et minéraux associés
Gîtologie
Dans les veines minéralisées de cobalt, nickel, cuivre et argent. Les gisements les plus connus sont Cobalt en Ontario (Canada) et Schneeberg en Saxe (Allemagne).